# Rodrigue Ele
Rodrigue Ele Ebolo (* 2. März 1998 in Yaoundé) ist ein kamerunischer Fußballspieler auf der Position eines Abwehrspielers.

## Karriere
Rodrigue Ele wurde am 2. März 1998 in der kamerunischen Hauptstadt Yaoundé geboren. Spätestens im Jahre 2011 kam er im Nachwuchs des unterklassigen Verein Rainbow Bamenda, auch Rainbow FC genannt, aus der Stadt Bamenda im Nordwesten Kameruns, zum Einsatz. Nach einigen Jahren im Nachwuchs schaffte er den Sprung in die Herrenmannschaft, für die er fortan zu regelmäßigen Einsätzen kam. Des Weiteren wird zumindest für das Jahr 2016 auch AS Fortuna de Yaoundé als sein Stammverein angeführt. Während dieser Zeit kam er auch in der kamerunischen U-20-Nationalmannschaft zum Einsatz. Nach erfolgreicher Qualifikation zur U-20-Afrikameisterschaft 2017 nahm er an ebendieser als Mitglied eines 21-köpfigen kamerunischen Spieleraufgebots teil. Zu diesem Zeitpunkt hatten die Seattle Sounders mit Spielbetrieb in der Major League Soccer, der höchsten nordamerikanischen Fußballliga, die Verpflichtung Eles und seines Teamkollegen sowohl bei Rainbow als auch im U-20-Nationalteam, Felix Chenkam, bereits vermeldet. Im Verlauf der U-20-Afrikameisterschaft in Sambia schieden die beiden mit Kamerun noch in der Gruppenphase vom laufenden Turnier aus; beide Spieler blieben selbst ohne Torerfolg.
Bei den Seattle Sounders wurde die beiden umgehend von Seattle Sounders 2, dem Farmteam des MLS-Franchises, mit Spielbetrieb in der zweitklassigen nordamerikanischen Profiliga United Soccer League (USL) unter Vertrag genommen. Beide Spieler schienen aber auch kurzzeitig in den Berichten der U-17/U-18-Mannschaft der Seattle Sounders auf, in der sie offenbar nur selten eingesetzt wurden. Am 15. April 2017, beim vierten Meisterschaftsspiel des Spieljahres 2017, setzte ihn Trainer Ezra Hendrickson erstmals von Beginn an und über die volle Spieldauer beim 2:1-Auswärtssieg über LA Galaxy II ein. Anders als sein Kollege Chenkam, der zumeist als Wechselspieler fungierte und es selten über Einsätze über die volle Spieldauer brachte, wurde Ele von Hendrickson zumeist über die vollen 90 Minuten am Feld belassen. Über die gesamte Saison hinweg kam Ele so in 16 Meisterschaftsspielen zum Einsatz, in denen er selbst torlos blieb. Im Endklassement schloss das Team die Spielzeit auf dem zwölften Platz der Western Conference ab. Beim Seattle Sounders FC 2 war er in diesem Spieljahr neben Felix Chenkam, Nouhou Tolo, der bereits 2016 für das Team zum Einsatz gekommen war, und Guy Edoa, den es erst im Sommer 2017 nach Seattle verschlug, einer von vier kamerunischen Spielern.
Im Spieljahr 2018 waren die Seattle Sounders 2 bereits in Tacoma, Washington, angesiedelt, nachdem die Besitzer des Minor-League-Baseball-Franchises Tacoma Rainiers bereits 2013 angekündigt hatten, gerne ein professionelles Fußballfranchise in den unteren Ligen in Tacoma zu etablieren. Obwohl das Team nun in einer neuen Stadt war, trat es in diesem Jahr noch als Seattle Sounders 2 in Erscheinung und änderte erst im darauffolgenden Jahr den Namen auf Tacoma Defiance. Ele fungierte im Jahr 2018 als Stammkraft, kam in 23 Meisterschaftsspielen zum Einsatz, wobei er selbst torlos blieb, aber als einer der besten Verteidiger des Teams in diesem Spieljahr galt. Bei der Wahl der USL 20 Under 20 wurde er in diesem Jahr aufgrund seiner Defensivleistungen auf den 19. Platz gewählt. Im Endklassement rangierte er mit der Mannschaft auf dem 16. und damit vorletzten Platz der Western Conference. Sein mit diesem Spieljahr auslaufender Vertrag wurde in weiterer Folge nicht verlängert, weshalb Ele kurzzeitig vereinslos wurde und seine Heimreise in den Kamerun antrat.
Dort schloss er sich nach kurzzeitiger Vereinslosigkeit spätestens im März 2019 seinem Ex-Verein, der unterklassig spielenden AS Fortuna de Yaoundé, an.